# 瓦努阿图LGBT权益
女同性恋，男同性恋，双性恋和跨性别（LGBT）人群在瓦努阿图面临着许多法律和社会方面的挑战。以同性伴侣为主的家庭没有资格获得与异性恋夫妻相同的法律保护。
2011年，瓦努阿图在联合国签署了《关于根据性取向和性别认同结束暴力行为和有关侵犯人权行为的联合声明》，谴责对LGBT人士的暴力和歧视。

## 有关同性性行为的法律
在瓦努阿图同性性行为是合法的。 自2007年以来，无论性别如何，同意年龄都是相等的。

## 同性伴侣关系的承认
瓦努阿图不承认任何形式的同性伴侣关系。
2013年10月，内政部发出警告表示牧师不得主持同性婚姻。

## 反歧视保障
没有基于性取向或性别认同的一切形式歧视的法律保护。
在瓦努阿图没有普遍禁止基于性取向的就业歧视。然而，《2013年教学服务法》第18.2（f）节规定了瓦努阿图教学委员会的义务，不得在“性别”的基础上对招聘，晋升，职业发展和雇员管理的其他方面有“性别偏好”。

## 社会现状
瓦努阿图是一个社会保守的国家。建议同性恋游客（和公民）不要公开展示感情。在瓦努阿图没有活跃的同性恋现场。

## 概况
| 同性性行为合法                                       | （自2007年）           |
| 同意年龄平等                                         | （自2007年）           |
| 反就业歧视法律                                       | /（自2013年；部分保护) |
| 提供商品和服务的反歧视法律                           | 否                     |
| 在所有其他领域的反歧视法律（包括间接歧视，仇恨言论） | 否                     |
| 同性婚姻                                             | 否                     |
| 同性伴侣关系                                         | 否                     |
| 同性伴侣收养继子女                                   | 否                     |
| 同性伴侣联合收养                                     | 否                     |
| 同性恋军人允许公开服役                               |                        |
| 有权改变法律性别                                     | 否                     |
| 女同性恋试管婴儿                                     | 否                     |
| 男同性恋情侣商业代孕                                 | 否                     |
| 男男性接触人群（MSM）允许献血                        | 否                     |